# Серебряный маршрут
Серебряный маршрут, другое название — Юконская трасса 11, соединяет трассу Клондайк около Стьюарт-Кроссинг с небольшим населенным пунктом Кино-Хилл. Общая протяженность трассы 110,4 км. Вдоль трассы находится несколько заброшенных поселений времён серебряной лихорадки в начале XX века, включая Элса и Мейо .